# NGC 4158
NGC 4158 (również PGC 38802 lub UGC 7182) – galaktyka spiralna (Sb), znajdująca się w gwiazdozbiorze Warkocza Bereniki. Odkrył ją William Herschel 27 kwietnia 1785 roku. Należy do galaktyk Seyferta.